# Eucryphia cordifolia
Eucryphia cordifolia, conocido como ulmo, roble de Chiloé o muermo, es una especie de árbol de la familia Cunoniaceae.

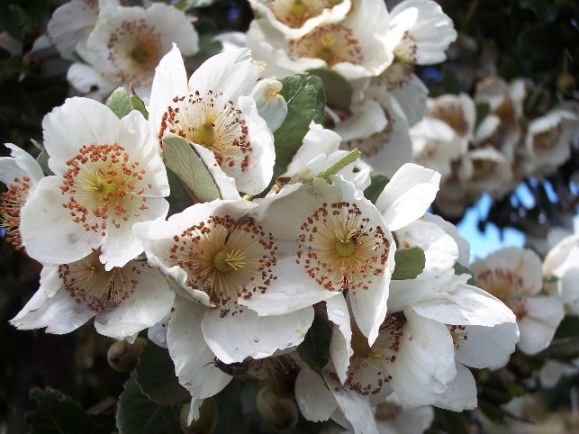
Flores

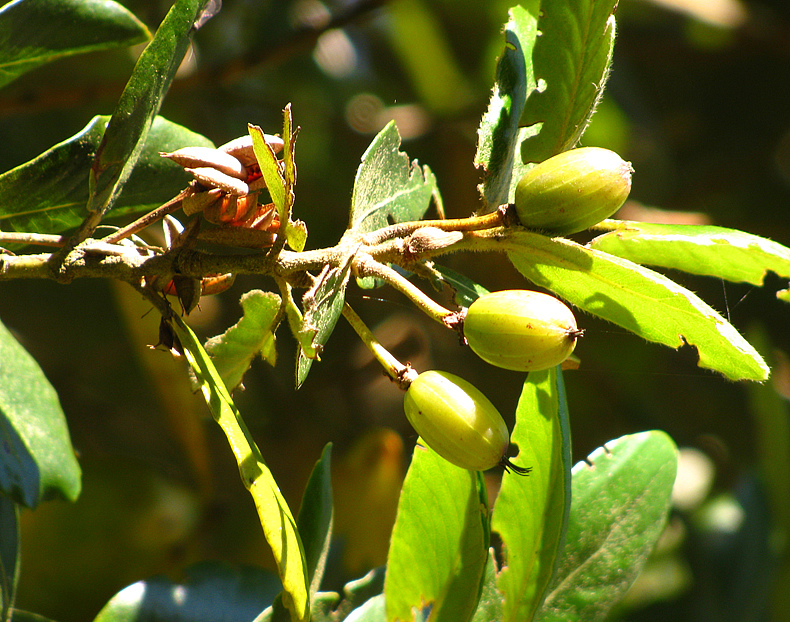
Hojas y frutos

## Distribución y hábitat
Es originario de Chile y Argentina. Su hábitat natural a lo largo de la Cordillera de los Andes de 38 a 43 ° lat.S, y hasta 700 metros sobre el nivel del mar. Y viene de la familia de los Cunoniaceae.
También se ha introducido en la Costa del Pacífico Norte de los Estados Unidos y crece bien en Escocia. Está amenazado por la tala su especie  y la pérdida de hábitat.

## Descripción
Es un árbol muy elegante con un tronco grueso y copa amplia y puede llegar a tener más de 40 m de alto. Florece en febrero y marzo, según la latitud y la altitud. Sus flores de color blanco-marfil contienen un muy apreciado néctar aromático para la fabricación de miel. El fruto es una cápsula de aproximadamente 1,5 cm de longitud. Madera: marrón claro a marrón, pesada, moderadamente firme, bastante duro y muy resistente a la descomposición. 

## Usos
Destaca por su uso principalmente como flora apícola. El néctar de sus flores recolectado por las abejas permite recolectar una miel que se comercializa como "miel de ulmo"; la cual presenta una consistencia y color característico, la cual tiene un aroma agradable y un sabor dulce delicado, siendo junto a la miel de Quillay, unas de las variedades de mieles más cotizadas en Chile.
Igualmente debido a su gran y bella floración, destaca como árbol ornamental.
Su madera se utiliza localmente para la construcción, y muy ampliamente como leña.

## Propiedades
La Eucrifina un ramnósido de cromona, puede ser aislado de la corteza de E. cordifolia.

## Taxonomía
Syzygium formosanum fue descrita por  Antonio José Cavanilles y publicado en Icones et Descriptiones Plantarum 4: 49, t. 372. 1798. 
Sinonimia
- Eucryphia patagonica Speg.
- Eucryphia pinnatifolia Gay
- Fagus glutinosa Poepp. & Endl.[7]